# Dubčany
Dubčany település Csehországban, a Olomouci járásban. Dubčany Náklo, Senice na Hané, Litovel és Cholina településekkel határos. Lakosainak száma 284 fő (2024. január 1.).

## Népesség
A település lakosságának változását az alábbi diagram mutatja:
| Lakosok száma | 291  | 332  | 351  | 272  | 236  | 207  | 236  | 245  | 274  | 284  |
|               | 1869 | 1890 | 1921 | 1950 | 1980 | 2001 | 2017 | 2019 | 2022 | 2024 |